# Auferstehungskirche (Ludwigshafen)

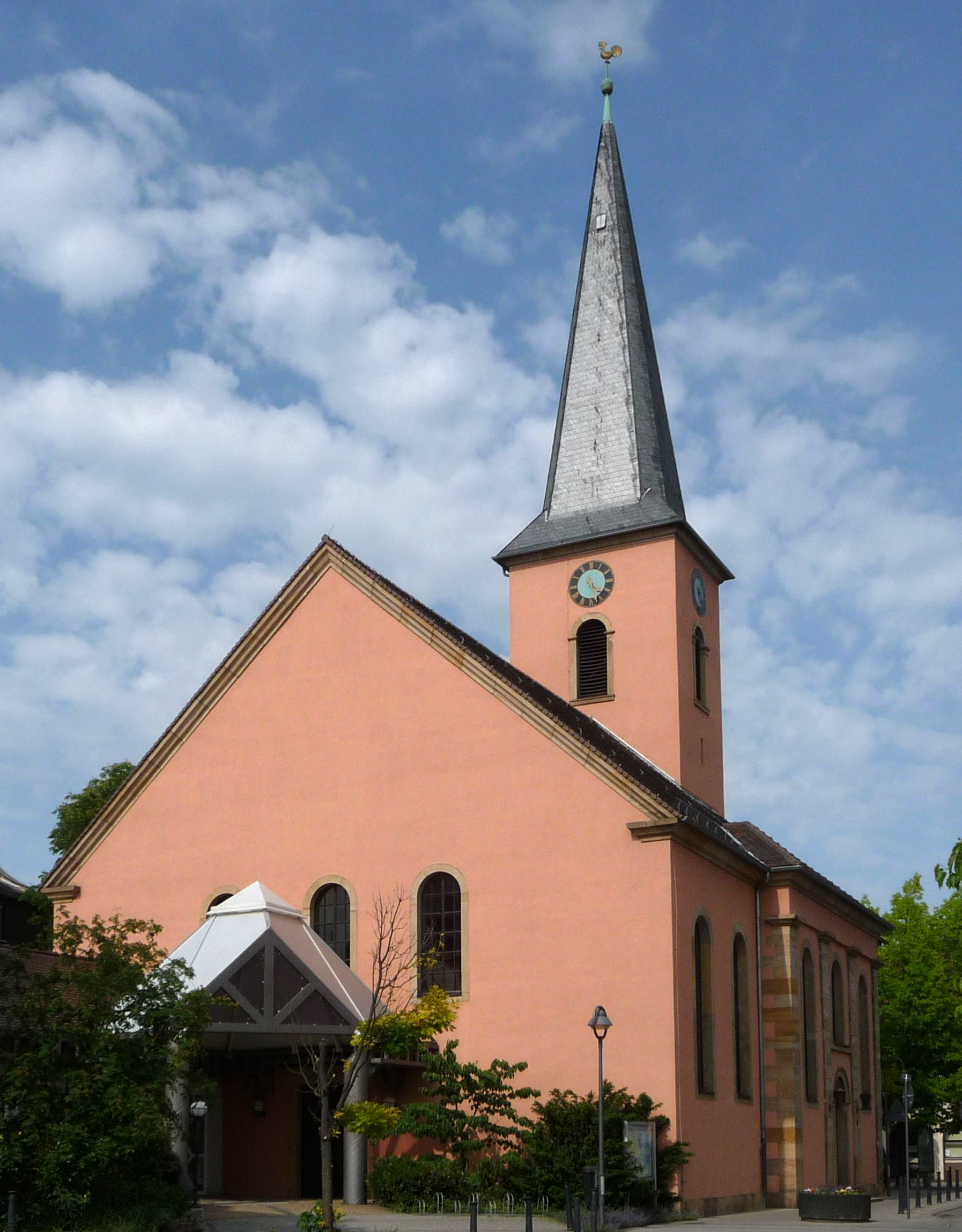
Auferstehungskirche, 2009

Die Auferstehungskirche ist eine evangelische Kirche im Ludwigshafener Stadtteil Oppau. Sie ist bereits die siebte Kirche an dieser Stelle.

## Geschichte
Die erste Kirche in Oppau, die St. Martin geweiht war, wurde im Jahr 808 erstmals urkundlich im Lorscher Codex erwähnt.  1556 führte der pfälzische Kurfürst Ottheinrich das lutherische Bekenntnis ein. Sein Nachfolger Friedrich III. wechselte zum Calvinismus, danach war die Oppauer Kirche fast durchgängig reformiert und wurde bei der Pfälzischen Kirchenteilung 1705 endgültig den Reformierten zugewiesen.
Die erste Kirche wurde 1243 durch ein Hochwasser zerstört. Sie war bis auf das Fundament ganz aus Holz. Die neue Kirche war aus Stein gebaut, doch auch sie wurde 1707 durch Hochwasser zerstört. Der Nachfolgebau wurde bei gleicher Länge breiter gebaut. Auch er wurde mehrfach durch das Wasser des Rheins beschädigt, so dass die baufällige Kirche 1827 abgerissen werden musste. Der Nachfolgebau hatte einen L-förmigen Grundriss, im Winkel den Turm. 1842 erhielt die Kirche einen Anbau und der Turm eine neue Gestalt. Diese Kirche wurde 1921 durch die Explosion des Oppauer Stickstoffwerkes zerstört.
Der Neubau konnte am 24. Juni 1923 eingeweiht werden. Die Kirche war nun wesentlich größer und hatte bereits den heutigen Grundriss. Die Pläne für das Bauwerk stammten von Regierungsbaumeister Schrade aus Mannheim, die Bauleitung hatte der Architekt Kullmann aus Ludwigshafen. Im Zweiten Weltkrieg wurde auch diese Kirche nach einem Fliegerangriff 1943 zerstört. Auf den Grundmauern, aber in veränderter Form, wurde die Kirche 1951/52 von Walter Blessing wiederaufgebaut. Anlässlich der Einweihung am 14. Dezember 1952 erhielt sie den Namen Auferstehungskirche. Im Jahr 2000 erhielt die Kirche eine Außen- und 2006 eine Innenrenovierung.

## Beschreibung
Die Auferstehungskirche steht im Zentrum von Oppau. Sie ist ein klassizistischer Saalbau. Der halbeingezogene, 42 Meter hohe Turm ist über dem Altarraum angeordnet. Das Langhaus ist mit einem Satteldach bedeckt. An den Seiten befinden sich je fünf Rundbogenfenster. Die drei östlichen Joche treten hervor und sind mit Pilastern gegliedert.
Im Innern befindet sich eine drei Seiten umlaufende Empore aus Holz. Das Fenster im Altarraum gestaltete Willy Oeser. Es zeigt Jesus mit seinen Wundmalen. Alle Zerstörungen und Kriege überdauert hatte eine Glocke aus dem Jahr 1767. Sie war die älteste Glocke von Ludwigshafen und wurde 1947 nochmal bei der BASF repariert. Nach einem Riss war sie unbrauchbar und wurde 1978 zum Taufbecken umgestaltet. Heute besteht das Geläut aus vier Glocken, die 1954 der Bochumer Verein goss:
| Name            | Ø (mm) | kg    | Ton |
| --------------- | ------ | ----- | --- |
| Totenglocke     | 1.510  | 1.665 | d1  |
| Abendbetglocke  | 1.260  | 1.000 | f1  |
| Mittagbetglocke | 1.180  | 970   | g1  |
| Taufglocke      | 1.050  | 710   | a1  |

## Orgel
Die Orgel der Auferstehungskirche wurde 1952 von G. F. Steinmeyer & Co. (Oettingen) mit elektrischen Trakturen gebaut und 1957 durch eine Erweiterung fertiggestellt. Sie verfügt mit 2.016 Pfeifen über 24 Register auf zwei Manualen und Pedal. Ihre Windladen sind als Taschenladen ausgeführt. Die Disposition lautet:
| I Hauptwerk C–g3 |             |         |
| 1.               | Quintade    | 16′     |
| 2.               | Prinzipal   | 08′     |
| 3.               | Rohrgedeckt | 08′     |
| 4.               | Oktav       | 04′     |
| 5.               | Gemshorn    | 04′     |
| 6.               | Nasat       | 02 ⁄3′  |
| 7.               | Waldflöte   | 02′     |
| 8.               | Terzflöte   | 01 3⁄5′ |
| 9.               | Mixtur VI   | 01 3⁄5′ |
| 10.              | Trompete    | 08′     |

| II Rückpositiv C–g3 |                   |       |
| 11.                 | Gedackt           | 8′    |
| 12.                 | Singend Principal | 4′    |
| 13.                 | Kleingedackt      | 4′    |
| 14.                 | Prinzipal         | 2′    |
| 15.                 | Sifflöte          | 1 ⁄3′ |
| 16.                 | Cymbel IV         | 1⁄2   |
| 17.                 | Vox Humana        | 8′    |
|                     | Tremulant         |       |

| Pedal C–f1 |          |        |
| 18.        | Subbaß   | 16′    |
| 19.        | Oktav    | 08′    |
| 20.        | Pommer   | 08′    |
| 21.        | Oktav    | 04′    |
| 22.        | Mixtur V | 02 ⁄3′ |
| 23.        | Posaune  | 16′    |
| 24.        | Cornett  | 02′    |

- Koppeln: II/I, I/P, II/P

- Spielhilfen: 2 freie Kombinationen, Feste Kombination (Tutti), Zungen ab